# استن هوپ (ویکتوریا)
استن هوپ (به انگلیسی: Stanhope) یک شهرک در استرالیا است که در ویکتوریا (استرالیا) واقع شده‌است.